# الزراعي (حزم العدين)

تعديل مصدري - تعديل

الزراعي محلة تابعة لقرية الحمراء، التابعة لعزلة بني وائل بمديرية حزم العدين إحدى مديريات محافظة إب في الجمهورية اليمنية، بلغ تعداد سكانها 103 حسب تعداد اليمن لعام 2004.